# Município de Cedarville (condado de Greene, Ohio)
Localização do Ohio nos E.U.A.
O município de Cedarville (em inglês: Cedarville Township) é um local localizado no condado de Greene no estado estadounidense de Ohio. No ano 2010 tinha uma população de 5500 habitantes e uma densidade populacional de 54,06 pessoas por km².

## Geografia
O município de Cedarville encontra-se localizado nas coordenadas 39° 44′ 16″ N, 83° 47′ 23″ O. Segundo a Departamento do Censo dos Estados Unidos, o município tem uma superfície total de 101.73 km², da qual 101,38 km² correspondem a terra firme e (0,35 %) 0,35 km² é água.

## Demografia
Segundo o censo de 2010, tinha 5500 pessoas residindo no município de Cedarville. A densidade de população era de 54,06 hab./km².